# Politik i Stockholms kommun

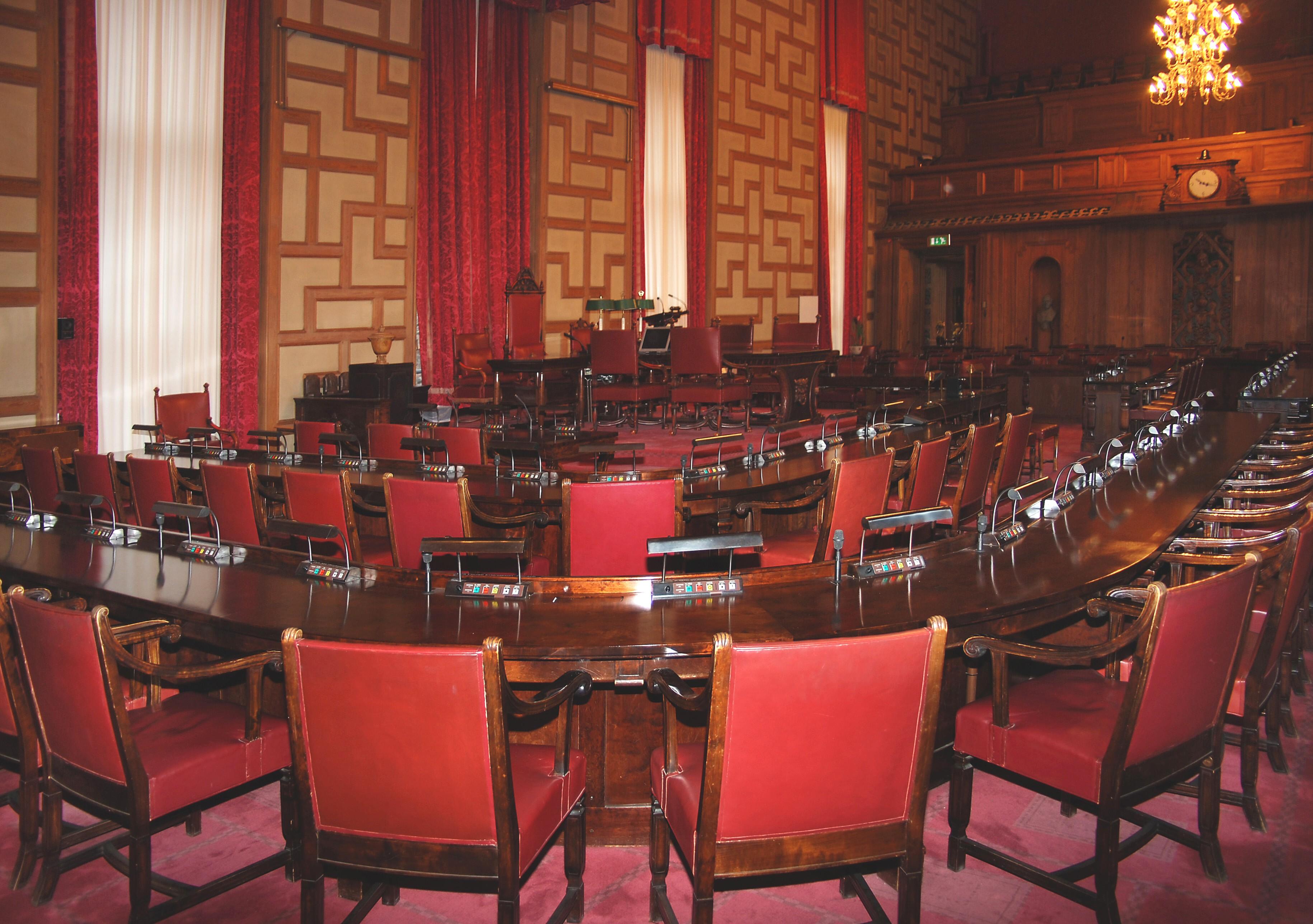
Stockholms kommunfullmäktiges sammanträdessal Rådssalen i Stockholms stadshus med möbler formgivna av Carl Malmsten.

Politiken i Stockholms kommun utövas genom Stockholms kommunfullmäktige (1863-1970 stadsfullmäktige). Fullmäktige sammanträder i Stockholms stadshus och har 101 ledamöter, vilka väljs i kommunalval anordnade i Stockholms kommun samtidigt med ordinarie riksdagsval.

## Historik
Stockholms roll som förvaltningscentrum och huvudstad befästes av 1634 års regeringsform, då kungahus, regering, riksdag och centralförvaltning samlades till staden. Från 1634 till 1967 var Överståthållarämbetet den högsta civila förvaltningsmyndigheten under Kungl. Maj:t för Stockholms stad. Ämbetet leddes av en överståthållare (motsvarande landshövding) med en underståthållare som sin ställföreträdare och närmaste medarbetare. Staden blev en egen kommun 1863 då Sveriges kommunsystem infördes och Stockholm fick sin första stadsfullmäktigeförsamling. Fram till 1904 fungerade överståthållaren som Stockholms stadsfullmäktiges ordförande.
Stockholms författningsreform 1920 innebar att staden övergick från ett rent lekmannastyre till att styras av tjänstemän genom en verklig regering i form av stadskollegium och borgarråd. Reformen utformades av sedermera borgarrådet Yngve Larsson, och hade föregåtts av debatter och utredningar under hela 1910-talet, däribland den Rabeska utredningen.
Den efterföljande Författningsreformen 1940 föregicks av en översyn av den 1920 års reform, och innebar bland annat att den tidigare informella borgarrådsberedningen fick status som beslutande organ med Z Höglund som dess förste ordförande.

## Organisation

Stockholms stads organisation omkring 1965

Stadens centrala politiska ledning finns i kommunfullmäktige, kommunstyrelse och borgarrådsberedning. Borgarrådsberedningen består av borgarråden och fungerar som ett slags arbetsutskott för kommunstyrelsen. Finansborgarrådet är sedan 1994 även ordförande i kommunstyrelsen och brukar ses som kommunens politiska ledare.
Kommunstyrelsens förvaltning finns i Stadsledningskontoret, som har ansvar för styrning, uppföljning och utveckling av stadens verksamheter. Förvaltningen arbetar med strategiska frågor och skall ha ett övergripande ansvar för stadens hela verksamhet. Staden har därutöver 16 facknämnder med tillhörande fackförvaltningar, 11 stadsdelsnämnder och 17 bolag, som leds av stadens politiker. I förvaltningarna och bolagen jobbar anställda tjänstemän. År 2023 skedde vissa förändringar av den kommunala organisationen, då Förskolenämnden bildades och två stadsdelssammanslagningar genomfördes. Stadsdelsnämnderna Spånga-Tensta och Rinkeby-Kista slogs ihop till Järva stadsdelsnämnd samt Östermalms och Normalms stadsdelsnämnder slogs ihop till Norra innerstadens stadsdelsnämnd. En av stadens fackförvaltningar är Revisionskontoret, där stadens revisorer är organiserade.
Kommunfullmäktige sammanträder var tredje vecka i Rådsalen i Stockholms stadshus. Stockholms kommunfullmäktige är med sina 101 ledamöter den största kommunfullmäktigeförsamlingen i Sverige.

### Rotlar
Den politiska förvaltningen är sedan Stockholms förvaltningsreform 1920 indelad i rotlar, med särskilda ansvarsområden och ett ansvarigt borgarråd, som även är föredragande i kommunstyrelsen för de frågor som beretts inom hans eller hennes rotel. Antalet rotlar har sedan dess förändrats ett flertal gånger, och likaså vilka ansvarsområden som ligger på respektive rotel. Från början hade staden sex rotlar och färre än så har aldrig funnits. Som mest fanns det tio rotlar 1988–1991. Från och med 1998 hade staden länge åtta rotlar. Sedan valet 2022 finns det nio rotlar. Rotlarna numreras från I till IX, där finansroteln är rotel I. Alla rotlar och borgarråd har säte i Stockholms stadshus.
För majoritetens partier är vissa rotlar även partikansli. Efter valet 2022 finns, förutom majoritetens nio borgarråd, också fyra oppositionsborgarråd. De har inga egna rotlar utan tillhör respektive partikansli.

#### Rotelindelning 2022
Den rödgröna koalitionen som tog vid 2022 beslutade om följande rotelindelning:
1. Finansroteln (S)
2. Stadsbyggnads- och idrottsroteln (S)
3. Utbildnings-, arbetsmarknads- och personalroteln (S)
4. Social- och trygghetsroteln (S)
5. Bostads- och fastighetsroteln (V)
6. Äldre- och kulturroteln (V)
7. Förskole-, barn- och fritidsroteln (V)
8. Trafikroteln (MP)
9. Miljö- och klimatroteln (MP)

#### Rotelindelning 2010
Efter valet 2010 fanns det åtta rotlar:
1. Finansroteln
2. Trafik- och arbetsmarknadsroteln
3. Stadsbyggnads- och idrottsroteln
4. Skolroteln
5. Äldre- och ytterstadsroteln
6. Stadsmiljöroteln
7. Socialroteln
8. Kultur- och fastighetsroteln

## Politisk fördelning

### Valresultatens utveckling
Nedan presenteras hur många mandat varje parti har erhållit i de åtta senaste valen till kommunfullmäktige i Stockholm. Fullmäktige har 101 mandat, varför det krävs minst 51 för att uppnå majoritet. Valresultaten har historiskt sett givit mandatfördelningar som har inneburit maktskifte efter nästan varje val sedan flera decennier. Före 1971 hade dåvarande stadsfullmäktige 100 mandat.
Stockholm har länge varit en stark kommun för Moderaterna som var största parti valen 2006, 2010 och 2014 med ett betydligt högre stöd i Stockholm än i riket som helhet. Även Vänsterpartiet, Liberalerna och Miljöpartiet är starka i Stockholm. Socialdemokraterna och Centerpartiet var länge svagare i Stockholm än i riket, men var efter valet 2022 ungefär lika starka i Stockholm som i riket.  Kristdemokraterna och Sverigedemokraterna har mindre stöd i Stockholm än i resten av landet.

#### Valresultat i procent
Siffrorna är från SCB.s rapporter om kommunala val från respektive år, och under senare tid från valmyndighetens sidor om valen. Eftersom procentsiffrorna är avrundade så kan det vara så att summorna inte stämmer överens.
| Parti         | Parti         | 2022 | 2018 | 2014 | 2010 | 2006 | 2002 | 1998 | 1994 | 1991 | 1988 | 1985 | 1982 | 1979 | 1976 | 1973 | 1970 |
| ------------- | ------------- | ---- | ---- | ---- | ---- | ---- | ---- | ---- | ---- | ---- | ---- | ---- | ---- | ---- | ---- | ---- | ---- |
| M             |               | 18,3 | 21,0 | 27,2 | 34,4 | 37,3 | 26,0 | 32,9 | 28,7 | 29,2 | 27,5 | 29,4 | 32,2 | 29,0 | 24,9 | 23,2 | 16,9 |
| C             |               | 6,7  | 7,9  | 4,7  | 4,0  | 3,1  | 1,2  | 2,1  | 5,4  | 3,5  | 4,0  | 2,9  | 6,3  | 7,4  | 11,4 | 14,0 | 9,8  |
| L1            |               | 8,0  | 10,1 | 8,3  | 10,0 | 9,6  | 15,7 | 7,8  | 7,9  | 10,1 | 12,6 | 13,5 | 5,1  | 10,3 | 13,3 | 11,7 | 21,0 |
| KD2           |               | 3,8  | 5,1  | 3,3  | 3,5  | 3,9  | 4,4  | 6,4  | 2,1  | 3,8  | 1,5  | 0,9  | 1,1  | 1,0  | 1,0  | 1,1  | 1,2  |
| SP            |               |      | *    | *    | *    | 1,2  | 1,9  | 4,4  | 3,4  | 4,2  | 6,8  | 5,5  | 5,1  | 4,2  | *    | *    | *    |
| S             |               | 29,4 | 22,3 | 22,0 | 22,6 | 24,4 | 32,0 | 25,6 | 33,0 | 29,4 | 34,0 | 35,6 | 39,2 | 37,4 | 39,5 | 39,4 | 42,5 |
| V3            |               | 15,4 | 13,0 | 8,9  | 7,4  | 7,9  | 11,2 | 12,3 | 9,2  | 8,0  | 10,1 | 8,8  | 9,3  | 9,7  | 8,9  | 8,9  | 7,0  |
| MP            |               | 6,0  | 8,3  | 14,3 | 13,9 | 9,2  | 5,3  | 5,9  | 7,8  | 3,9  | 2,4  | 1,9  | 0,6  | *    | *    | *    | *    |
| NyD           |               |      | *    | *    | *    | *    | *    | 0,1  | 1,0  | 4,9  | *    | *    | *    | *    | *    | *    | *    |
| SD            |               | 8,0  | 8,0  | 5,2  | 2,6  | 1,6  | 0,8  | 0,4  | *    | *    | *    | *    | *    | *    | *    | *    | *    |
| FI            |               | 1,2  | 3,3  | 4,6  | 1,2  | 1,1  | *    | *    | *    | *    | *    | *    | *    | *    | *    | *    | *    |
| Ö             |               | 3,1  | 1,1  | 1,6  | 0,4  | 0,6  | 1,0  | 2,2  | 1,5  | 2,9  | 1,2  | 1,5  | 0,9  | 1,0  | 1,2  | 1,6  | 1,5  |
| Valdeltagande | Valdeltagande | 79,9 | 83,5 | 82,1 | 81,6 | 79,1 | 77,7 | 76,9 | 77,7 | 81,6 | 81,5 | 85,2 | 86,7 | 86,4 | 88,1 | 88,6 | 86,0 |

- 1 Folkpartiet 1970-1988, Folkpartiet liberalerna 1991–2014.
- 2 Kristen demokratisk samling 1970–1985, Kristdemokratiska Samhällspartiet 1988–1994.
- 3 Innan 1991; Vänsterpartiet kommunisterna

### Tidslinje över finansborgarråd sedan 1920

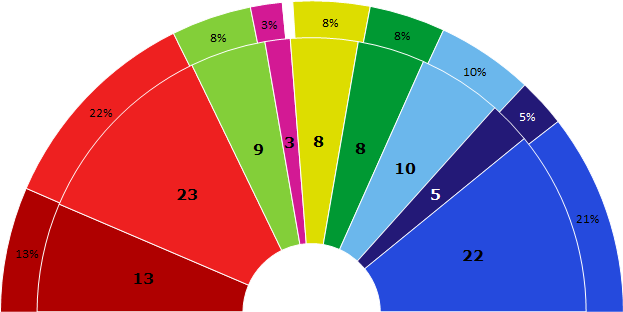
Mandatfördelning i kommunfullmäktige 2018–2022

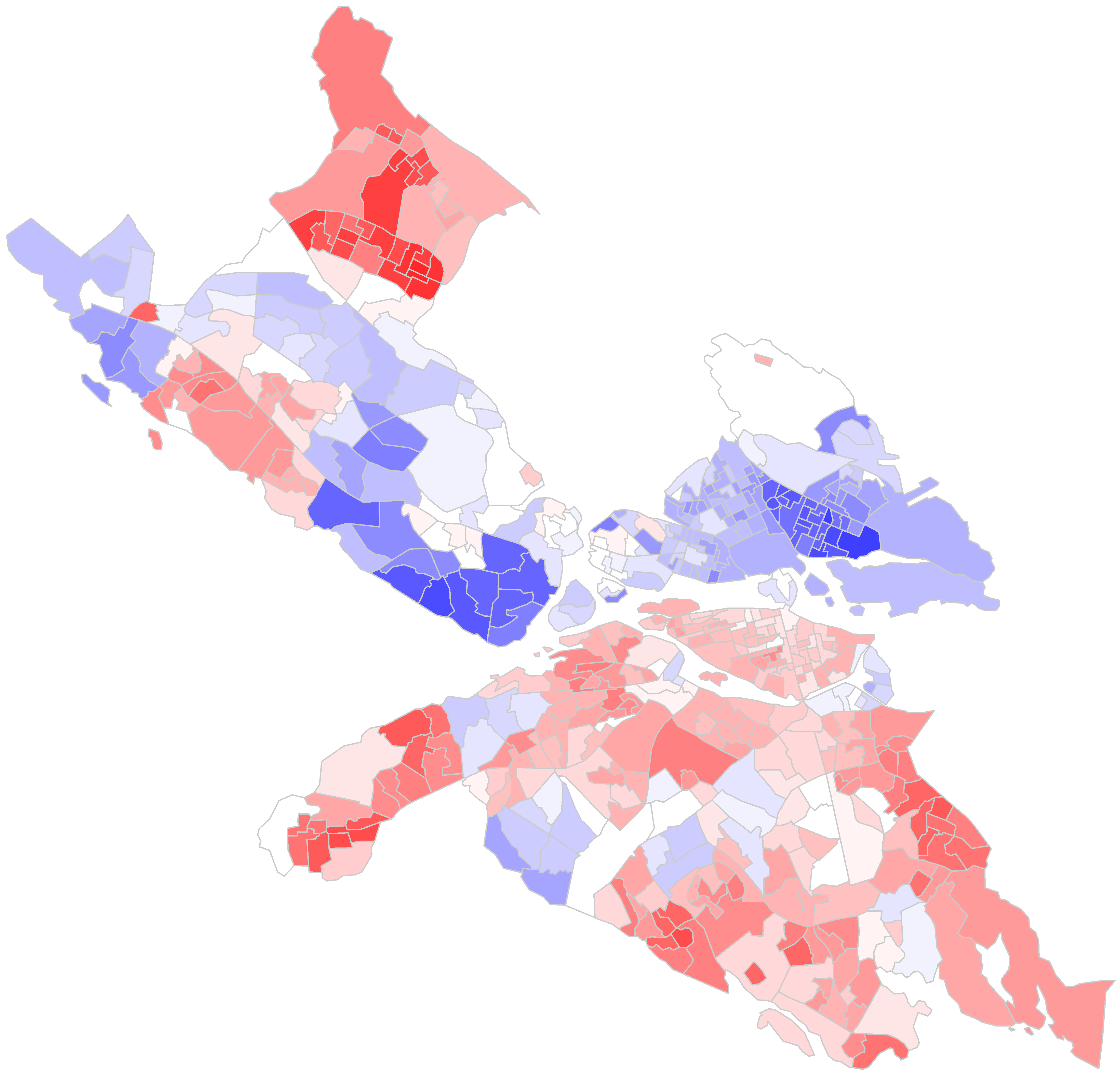
Stockholms valdistrikt med resultatet i kommunfullmäktigevalet 2014. Röd-S+V+MP+FI, Blå-M+C+FP+KD.

#### Mandatfördelning i valen 1920–1966
|  | 51 | 10 | 35 |

| 85 | 15 |

| 7 | 44 | 9 | 40 |

| 86 | 14 |

| 9 | 43 |  | 5 | 39 |

| 88 |

| 52 | 5 |  | 5 | 35 |

| 89 |

|  | 45 | 7 | 14 | 33 |

| 87 |

|  | 55 |  | 14 | 26 |

| 78 | 22 |

| 9 | 46 | 16 | 29 |

| 75 | 25 |

| 17 | 38 | 23 | 22 |

| 73 | 27 |

| 5 | 43 | 35 | 17 |

| 73 | 27 |

| 8 | 41 | 31 | 20 |

| 76 | 24 |

| 6 | 45 | 20 | 29 |

| 77 | 23 |

| 5 | 49 | 23 | 23 |

| 73 | 27 |

| 10 | 38 |  | 25 | 24 |

| 75 | 25 |

#### Mandatfördelning i Stockholms kommun, valen 1970–2022
| 7 | 46 | 10 | 22 | 16 |

| 75 | 26 |

| 9 | 42 | 15 | 12 | 23 |

| 67 | 34 |

| 9 | 40 | 12 | 13 | 27 |

| 67 | 34 |

| 10 | 39 |  | 6 | 12 | 31 |

| 58 | 43 |

| 11 | 41 |  | 6 | 6 | 34 |

| 54 | 47 |

| 10 | 40 |  | 14 | 33 |

| 57 | 44 |

| 11 | 36 | 8 | 5 | 13 | 28 |

| 55 | 46 |

| 9 | 33 |  |  | 6 |  | 12 |  | 32 |

| 52 | 49 |

| 11 | 37 | 8 |  | 5 | 9 | 29 |

| 53 | 48 |

| 13 | 29 | 6 |  | 9 | 6 | 35 |

| 52 | 49 |

| 11 | 35 | 6 | 17 | 5 | 27 |

| 49 | 52 |

| 9 | 27 | 10 |  | 10 |  | 41 |

| 50 | 51 |

| 8 | 25 | 16 |  | 10 |  | 38 |

| 48 | 53 |

| 10 | 24 | 16 |  | 6 |  | 9 |  | 28 |

| 50 | 51 |

| 13 | 23 | 9 |  | 8 | 8 | 10 | 5 | 22 |

| 51 | 50 |

| 16 | 31 | 6 | 9 | 7 | 8 |  | 20 |

| 48 | 53 |

### Partiers starkaste och svagaste valdistrikt 2018
| Parti                            | Valdistrikt                       | Valdistrikt | Kommun  |
| Parti                            | Starkaste                         | Andel       | Andel   |
| -------------------------------- | --------------------------------- | ----------- | ------- |
| S                                | Spånga 22 Rinkebysvängen Ö        | 67,04 %     | 22,30 % |
| M                                | Oscar 3 Strandvägen mellersta mfl | 46,30 %     | 20,98 % |
| V                                | Kista 7 Oslogatan                 | 33,10 %     | 13,03 % |
| L                                | Västerled 2 Äppelviken            | 28,30 %     | 10,07 % |
| MP                               | Skarpnäck 11 Björkhagen Ö         | 19,87 %     | 8,33 %  |
| SD                               | Hässelby 1 Hässelby Strand V      | 18,91 %     | 7,96 %  |
| C                                | S:t Göran 2 Fredhäll N            | 23,41 %     | 7,89 %  |
| KD                               | Oscar 2 Garnisonen-Diplomatstaden | 19,16 %     | 5,05 %  |
| FI                               | Skarpnäck 2 Brotorp               | 11,19 %     | 3,30 %  |
| Data hämtat från Valmyndigheten. |                                   |             |         |

| Parti                            | Valdistrikt                       | Valdistrikt | Kommun  |
| Parti                            | Svagaste                          | Andel       | Andel   |
| -------------------------------- | --------------------------------- | ----------- | ------- |
| S                                | Västerled 14 Höglandet            | 3,72 %      | 22,30 % |
| M                                | Spånga 22 Rinkebysvängen Ö        | 1,49 %      | 20,98 % |
| V                                | Västerled 14 Höglandet            | 1,17 %      | 13,03 % |
| L                                | Spånga 27 Rinkeby mellersta       | 0,74 %      | 10,07 % |
| MP                               | Skärholmen 10 Portholmsgången mfl | 1,49 %      | 8,33 %  |
| SD                               | Skärholmen 10 Portholmsgången mfl | 1,54 %      | 7,96 %  |
| C                                | Spånga 22 Rinkebysvängen Ö        | 0,00 %      | 7,89 %  |
| KD                               | Spånga 18 Rinkebystråket          | 0,41 %      | 5,05 %  |
| FI                               | Spånga 27 Rinkeby mellersta       | 0,12 %      | 3,30 %  |
| Data hämtat från Valmyndigheten. |                                   |             |         |

### Mandatperioden 2002–2006
Stockholm styrdes 2002–2006 av en koalition av socialdemokrater, vänsterpartister och miljöpartister med socialdemokraten Annika Billström som finansborgarråd. Billström hade ingen stark ställning i sitt parti, och efter valnederlaget 2006 fick hon lämna gruppledaruppdraget. Oppositionsledare efter valet 2006 blev i stället förra biståndsministern Carin Jämtin.

### Mandatperioden 2006–2010
Till följd av valresultatet i 2006 års kommunalval ägde maktskifte rum i oktober 2006. Den styrande koalitionen bildades då av moderater, folkpartister och kristdemokrater. Mellan 2006 och 2008 var moderaternas Kristina Axén Olin finansborgarråd. Hon avgick av personliga skäl den 16 april 2008, och så småningom utsågs Sten Nordin till nytt finansborgarråd.

### Mandatperioden 2010–2014
Valet i september 2010 ledde till en fortsatt borgerlig majoritet i kommunfullmäktige, där nu även Centerpartiet tog plats i koalitionen. De nyvalda fullmäktige samlades för sitt första sammanträde den 18 oktober 2010.
Sten Nordin (M) var finansborgarråd under mandatperioden.

### Mandatperioden 2014–2018
Till följd av valresultatet i 2014 års kommunalval ägde maktskifte rum i oktober 2014. En styrande koalition bildades av Socialdemokraterna, Miljöpartiet, Vänsterpartiet och Feministiskt initiativ.
Två partier, Feministiskt initiativ och Sverigedemokraterna kom in i fullmäktige för första gången.
Dåvarande finansborgarråd var Karin Wanngård (S). Därutöver hade socialdemokratiska partiet tre borgarråd, MP hade tre och V hade två. FI saknade borgarråd men ingick ändå i den styrande majoriteten. De hade en heltidsarvoderad politiker som dock inte räknades som borgarråd.

### Mandatperioden 2018–2022
Stockholm styrdes 2018–2022 av en koalition av moderater, liberaler, centerpartister och miljöpartister med moderaten Anna König Jerlmyr som finansborgarråd.

### Mandatperioden 2022–2026
Efter valet 2022 återtog socialdemokraterna makten, nu i koalition med Vänsterpartiet och Miljöpartiet. Karin Wanngård (S) blev ännu en gång finansborgarråd i det rödgröna styret med åtta fackborgarråd vid sin sida, bestående av ytterligare tre socialdemokrater (Jan Valeskog, Emilia Bjuggren och Alexander Ojanne), tre vänsterpartister (Clara Lindblom, Torun Boucher och Alexandra Mattsson) och två miljöpartister (Lars Strömgren och Åsa Lindhagen). Oppositionsborgarråden blev Christofer Fjellner (M) (ny oppositionsledare), Dennis Wedin (M), Andréa Hedin (M) och Jan Jönsson (L).

### Partier i kommunfullmäktige
Partier i modern mening har funnits i stads-/kommunfullmäktige sedan införandet av den lika rösträtten och det proportionella valsystemet, med början vid valet 1919. De enda partier som har funnits i fullmäktige oavbrutet sedan dess är Folkpartiet liberalerna (med föregångare), Moderata samlingspartiet och Sveriges socialdemokratiska arbetareparti. Det som nu är Liberalerna bestod emellertid länge av flera grupper som dock samverkade nära med varandra.
Centerpartiet blev för första gången representerat i stadsfullmäktige 1966, då tre centerpartister valdes in i fullmäktige på Folkpartiets lista, eftersom partierna hade ett valtekniskt samarbete i det valet. Centerpartiet var som störst 1973, då det fick 14 procent av rösterna och 15 mandat. I valen 1985, 1998 och 2002 blev partiet helt utan representation i fullmäktige.
Feministiskt initiativ kom in i fullmäktige första gången i valet 2014 och var representerade under två mandatperioder. Efter valet 2022 ramlade partiet ur fullmäktige. 
Folkpartiet liberalerna bildades formellt 1935 av liberaler och frisinnade, två grupper som tidigare hade varit samma parti men splittrats på grund av rusdrycksfrågan. Folkpartiet blev som störst i valet 1950, då 32,9 procent av rösterna gav det 35 mandat. 1982 fick partiet bara 5,1 procent av rösterna och sex mandat, vilket är partiets sämsta resultat.
Kristdemokraterna kom in i fullmäktige första gången i valet 1991, åkte ut igen i nästa val 1994 men har sedan varit representerat i kommunfullmäktige från 1998.
Miljöpartiet de gröna hade under 1980-talet ett visst samarbete med det lokala Stockholmspartiet. Egen representation fick det för första gången 1991. Dess bästa resultat kom i valet 2010 då partiet fick 13,87 procent av rösterna och 16 mandat.
Moderata samlingspartiet ställde under 1920- och 1930-talen upp i Stockholms kommunalval under partibeteckningen De borgerliga och därefter Högern, medan partigruppen hette Stadsfullmäktiges moderata grupp fram till valet 1927 och därefter Stadsfullmäktiges högergrupp. Nuvarande namn antogs 1969. Partiet var som minst i valen 1950 (16,4 procent, 17 mandat) och 1970 (16,9 procent, 16 mandat). I valet 2006 fick partiet 37,3 procent av rösterna och 41 mandat. Partiet har aldrig haft flera mandat än då, men fick större procentandel av rösterna i flera val på 1920-talet. Det var fullmäktiges största parti 1998–2002 och blev det återigen 2006, en status som bibehölls 2010 och 2014 trots tillbakagångar i valresultaten.
Ny demokrati var bara representerat i fullmäktige under en period, 1991–1994. Partiet hade fått 4,9 procent och sex mandat i valet 1991.
Socialdemokraterna (Sveriges socialdemokratiska arbetareparti) var från den lika rösträttens införande stads-/kommunfullmäktiges största parti ända fram till 1998 och var det sedan igen 2002–2006. Efter valen 1931 och 1938 hade partiet egen majoritet i fullmäktige med 52 respektive 55 mandat. 1938 års val var partiets bästa, då fick det 51 procent av rösterna. Efter valet 2010 hade socialdemokraterna bara 25 mandat, det lägsta antalet för partiet sedan införandet av den lika rösträtten och det proportionella valsystemet 1919.
Socialistiska partiet eller Kilbomskommunisterna, som hade brutit sig ur Sveriges kommunistiska parti (nuvarande Vänsterpartiet) 1929, var representerat i fullmäktige på 1930-talet, som mest med sju mandat efter att ha fått 8,6 procent av rösterna i valet 1935.
Stockholmspartiet bildades 1979 och kom in i kommunfullmäktige i valet samma år. Det var som störst i valet 1988, då det fick 6,8 procent av rösterna vilket gav åtta mandat i fullmäktige. I valet 2002 förlorade partiet sina mandat och har därefter inte lyckats återfå representation i fullmäktige.
Sverigedemokraterna kom in i fullmäktige första gången i valet 2014. Under perioden hoppade en av deras ledamöter av partiet och blev politisk vilde.
Vänsterpartiet (tidigare Sveriges kommunistiska parti, sedan Vänsterpartiet kommunisterna) har sitt nuvarande namn sedan 1990. Efter en partisplittring 1929 (då Socialistiska partiet bildades, se ovan) åkte partiet ur fullmäktige i valet 1931 men återkom 1935 och har varit representerat sedan dess. Kommunistiska stadsfullmäktigegruppen hade 17 medlemmar efter valet 1946, då partiet hade fått 18,3 procent av rösterna, vilket är partiets bästa resultat någonsin. Det sämsta resultatet partiet har gjort sedan dess var i valet 1962, då ett väljarstöd om 5,7 procent gav fem mandat. Valen 2018 och 2022 samlade Vänsterpartiet tillräckligt stort stöd för att vara tredje största parti.